# Milli Gimnastika Arenası
La Milli Gimnastika Arenası è una arena polivalente situata nella città di Baku, nel corso Heydar Aliyev, vicino alla stazione della metropolitana Koroglu, progettata principalmente per le gare di ginnastica.
L'Arena è specificamente progettata per essere in grado di adattare l'Arena principale per ospitare una varietà di funzioni o eventi sportivi, se necessario. L'Arena ha una capacità di 5.000-10.000 posti a seconda della direzione dell'evento.
Attualmente, nell'arena si allenano le squadra nazionali di ginnastica ritmica e ginnastica artistica tra uomini, salti su un trampolino e acrobazie.

## Storia

### Costruzione
La Milli Gimnastika Arenası si trova sul territorio di 24.000 metri quadrati. La fondazione dell'arena è stata gettata nell'agosto 2009 con la partecipazione del Presidente dell'Azerbaigian Ilham Aliyev. Lo sviluppatore è PASHA Construction S.r.l. e l'architetto è società Broadway Malyan. Il direttore del progetto di costruzione è Phil Benson. Oltre alle competizioni di ginnastica, l'arena è destinata a tenere competizioni in altri sport, ed anche concerti e altri eventi culturali. A seconda della scala della competizione, il numero di posti per spettatori nell'arena può essere aumentato a 10.000 posti.

### Struttura dell'arena
In generale, l'edificio dell'arena è di cinque piani. Il complesso dispone di due strutture ausiliarie, oltre a sale da pranzo e una unità di elaborazione dei prodotti alimentari, al di sopra della quale si trovano i posti VIP. Anche in palestra ci sono stanze per i rappresentanti dei media. Inoltre, il complesso comprende anche un hotel.
Nella parte meridionale dell'arena c'è una cupola d'aria progettata per l'allenamento. L'area totale della sala è di 6000 m².

## Manifestazioni
L'Arena venne costruita nel 2014, in occasione dei I Giochi europei dell'anno successivo ed è usata prevalentemente per gare di ginnastica. Oltre alle gare di ginnastica dei Giochi europei, ha ospitato i campionati europei di ginnastica ritmica 2014,  nel settembre 2017 ha ospitato alcune gare della fase a gironi e tutta la fase finale del campionato europeo femminile di pallavolo 2017, nel settembre 2018 ha ospitato i campionati mondiali di judo 2018.
| Manifestazione                                                                             | Data                         |
| ------------------------------------------------------------------------------------------ | ---------------------------- |
| 21º Campionato azero di ginnastica ritmica                                                 | 19 aprile 2014               |
| 30ª edizione dei Campionati europei di ginnastica ritmica                                  | 13-15 giugno 2014            |
| 1º Campionato mondiale cadetti di taekwondo                                                | 24-26 luglio 2014            |
| Coppa Europa Top 16 ITTF di tennis da tavolo 2015                                          | 6-8 febbraio 2015            |
| I Giochi europei                                                                           | 12-28 giugno 2015            |
| Trofeo AGF (Federazione azera di ginnastica) della Coppa del Mondo di ginnastica artistica | 19-21 febbraio 2016          |
| Coppa del Mondo FIG di trampolino elastico                                                 | marzo 2016                   |
| Finale di Coppa del Mondo di ginnastica ritmica                                            | 22-24 luglio 2016            |
| Coppa del Mondo FIG di trampolino elastico                                                 | febbraio 2017                |
| Coppa del Mondo FIG di ginnastica artistica                                                | 16-19 marzo 2017             |
| Coppa del Mondo FIG di ginnastica ritmica                                                  | 28-30 aprile 2017            |
| 4ª edizione dei Giochi della solidarietà islamica                                          | 12-22 maggio 2017            |
| 30ª edizione del Campionato europeo femminile di pallavolo                                 | 22 settembre-1º ottobre 2017 |
| 26ª edizione dei Campionati europri di trampolino elastico                                 | 12-15 aprile 2018            |
| 26ª edizione dei Campionati mondiali di judo                                               | 20-27 settembre 2018         |
| 35ª edizione dei Campionati europei di ginnastica ritmica                                  | 16-19 maggio 2019            |
| 11ª edizione dei Campionati europei di ginnastica aerobica                                 | 24-26 maggio 2019            |
| XV Festival olimpico estivo della gioventù europea                                         | 21 luglio 2019               |
| 37ª edizione dei Campionati mondiali di ginnastica ritmica                                 | 16-22 settembre 2019         |
| 35ª edizione dei Campionati mondiali di trampolino elastico                                | 18-21 novembre 2021          |
| 28ª edizione dei Campionati mondiali di ginnastica acrobatica                              | 10-12 marzo 2022             |
| 39ª edizione dei Campionati europei di ginnastica ritmica                                  | 17-21 maggio 2023            |